# In Your Arms
In Your Arms (z pol. W twoich ramionach) - to trzeci singel amerykańskiej grupy muzycznej The Last Goodnight. Wydany został 13 października 2008 jako singel radiowy, tylko w Australii, przez wytwórnię Virgin. Producentem był Jeff Blue.